# Segudet
Segudet (a vegades escrit Cegudet) és un nucli de població del Principat d'Andorra situat a la parròquia d'Ordino. Es troba a 1.320 metres d'altitud, a la dreta del riu de Cegudet (afluent per l'esquerra de la ribera d'Ordino, que recull per la dreta les aigües de la vall de Casamanya), i a 500 metres a l'est del poble. L'any 2015 tenia 45 habitants.
A Segudet s'hi troba la Casa Blanca, exemple de l'arquitectura vernacular d'Andorra per la seva antiguitat, el grau d'autenticitat amb què s'ha conservat i els elements decoratius de què disposa tant a l'exterior com a l'interior. Des del 2012 està inscrita en l'inventari de patrimoni cultural d'Andorra com a bé inventariat (BI)